# Krystyna Ostromęcka
Krystyna Ostromęcka   () és una jugadora de voleibol polonesa, ja retirada, que va competir durant la dècada de 1960 i 1970.
El 1968 va prendre part en els Jocs Olímpics d'Estiu de Ciutat de Mèxic, on guanyà la medalla de bronze en la competició de voleibol. En el seu palmarès també destaca una medalla de bronze en el Campionat d'Europa de 1971.
Entre 1968 i 1974 jugà 143 partits amb la seva selecció. A nivell de clubs jugà al SKS, MDK, Legia i Spójnia.